# Atlantis (HSK 2)
Німецький допоміжний крейсер «Атлантіс» (HSK 2), відомий Крігсмаріне як Шифф 16 і Королівському флоту як Raider-C, був переобладнаним німецьким Hilfskreuzer (допоміжним крейсером), або торговим рейдером Крігсмаріне, який під час Другої світової війни подорожувала понад 160 000 км за 602 дні, і потопив або захопив 22 судна загальним тоннажем 144 384.
Торговельні рейдери не прагнуть атакувати бойові кораблі противника, а намагаються потопити ворожі торгові судна. Мірою їх успіху є знищений (або захоплений) тоннаж і час, проведений в поході. Atlantis був другим після «Пінгвіну» за тоннажем знищених суден і мав найдовшу рейдерську кар'єру з усіх німецьких торгових рейдерів у обох світових війнах. Корабель захопив секретні документи з «Автомедон».

## Історія служби
«Атлантіс» командував капітан цур Зе Бернхард Рогге, який отримав Дубове листя до Лицарського хреста Залізного хреста.

### Кергелен
У період Різдва 1940 року «Атлантіс» прибув до Кергелену в Індійському океані, де його запаси поповнило судно забезпечення «Алстертор». Команда поповнила запаси прісної води та здійснила ремонтні роботи. Там же екіпаж зазнав першої втрати, коли матрос Бернард Германн (Bernhard Herrmann) впав з висоти, коли фарбував трубу. Його поховали на березі, у «найпівденнішому німецькому військовому похованні».

### Загибель
Рейдер була потоплений 22 листопада 1941 року британським важким крейсером «Девоншир» під час операції з поповнення запасів підводних човнів U-68 та U-126. Інформація про цю операцію була перехоплена британцями і розшифрована завдяки використанню «Енігма».

## У культурі
Художня версія історії «Атлантіса» розповідається у фільмі «Під десятьма прапорами» з Ван Хефліном у ролі капітана Рогге.